# دائرة الجعافرة
دائرة الجعافرة تقع في منطقة جبلية وفيها قمة جبلية، بعد جرجرة. أهلها كلهم أمازيغ، وتعرف بالبرد والثلوج طول الشتاء، ولهم تاريخ عظيم في الثورة الجزائرية، كما تعرف بدائرة الألف شهيد.

## بلدياتها
- القلة.
- تفرق.
- الماين.
- الجعافرة.

وهي منطقة عريقة من حيث امتداد تاريخها، وتمتاز بالمناخ البارد، وغاباتها جميلة تكثر فيها أشجار الصنوبر والبلوط، أما مياهها العذبة فهي تستهوي السياح، وبها حمام أبينان المعدني الذي يقصده المرضى للاستشفاء.
وتُعرف المنطقة بالزيتون، أما سكانها فيُعرفون بالترحاب والكرم، ومحافظتهم على التقاليد الأمازيغية كالاحتفال بدخول الربيع الذي تخرج فيه جميع العائلات للتنزه والاستمتاع بالطبيعة.

## مواضيع ذات صلة
- دوائر ولاية برج بوعريريج